# Campionato europeo femminile di pallacanestro Under-18 Division C 1999
Il Campionato europeo femminile di pallacanestro Under-18 1999 di Division C (noto anche come FIBA U18 Women's European Championship Division C 1999) si è svolto in Cipro a Nicosia.

## Squadre partecipanti
- Andorra
- Armenia
- Cipro
- Gibilterra

- Islanda
- Malta
- Scozia

## Prima Fase

### Girone A
| Pos | Squadra    | G | V | P | PF  | PS  | DP   | Pt |
| --- | ---------- | - | - | - | --- | --- | ---- | -- |
| 1   | Armenia    | 3 | 3 | 0 | 234 | 117 | +117 | 6  |
| 2   | Cipro      | 3 | 2 | 1 | 237 | 120 | +117 | 5  |
| 3   | Malta      | 3 | 1 | 2 | 124 | 154 | −30  | 4  |
| 4   | Gibilterra | 3 | 0 | 3 | 62  | 266 | −204 | 3  |

| Nicosia 28 luglio 1999 | Armenia | 94 – 21 | Gibilterra |  |

| Nicosia 28 luglio 1999 | Cipro | 64 – 29 | Malta |  |

| Nicosia 29 luglio 1999 | Malta | 38 – 71 | Armenia |  |

| Nicosia 29 luglio 1999 | Gibilterra | 22 – 115 | Cipro |  |

| Nicosia 30 luglio 1999 | Malta | 57 – 19 | Gibilterra |  |

| Nicosia 30 luglio 1999 | Armenia | 69 – 58 | Cipro |  |

### Girone B
| Pos | Squadra | G | V | P | PF  | PS  | DP  | Pt |
| --- | ------- | - | - | - | --- | --- | --- | -- |
| 1   | Scozia  | 2 | 2 | 0 | 138 | 104 | +34 | 4  |
| 2   | Andorra | 2 | 1 | 1 | 109 | 117 | −8  | 3  |
| 3   | Islanda | 2 | 0 | 2 | 94  | 120 | −26 | 2  |

| Nicosia 28 luglio 1999 | Islanda | 48 – 67 | Scozia |  |

| Nicosia 29 luglio 1999 | Andorra | 53 – 46 | Islanda |  |

| Nicosia 30 luglio 1999 | Scozia | 71 – 56 | Andorra |  |

## Seconda Fase

### Semifinali
- 5º - 7º posto

| Nicosia 31 luglio 1999 | Gibilterra | 32 – 77 | Islanda |  |

- 1º - 4º posto

| Nicosia 31 luglio 1999 | Cipro | 48 – 65 | Scozia |  |

| Nicosia 31 luglio 1999 | Andorra | 53 – 44 | Armenia |  |

### Finali
- 5º - 6º posto

| Nicosia 1 agosto 1999 | Islanda | 52 – 37 | Malta |  |

- 3º - 4º posto

| Nicosia 1 agosto 1999 | Cipro | 62 – 67 | Armenia |  |

- 1º - 2º posto

| Nicosia 1 agosto 1999 | Scozia | 67 – 49 | Andorra |  |

## Classifica finale
| Pos     | Team       |
| ------- | ---------- |
| Oro     | Scozia     |
| Argento | Andorra    |
| Bronzo  | Armenia    |
| 4       | Cipro      |
| 5       | Islanda    |
| 6       | Malta      |
| 7       | Gibilterra |